# Бездружице
Бездружице (на чешки: Bezdružice; на немски: Weseritz) е град в североизточната част на окръг Тахов на Пилзенския край, западна Чехия. Населението му е 910 души (2016). Разположен е на 576 m надморска височина в Чешкия масив, на 33 km североизточно от Тахов и 41 km северозападно от Пилзен. През града не преминават важни пътни артерии.

## История
Първото писмено споменаване на Бездружице е от 1227 г. Местните земи преминават през няколко владетелски рода (напр. Льовенщейни, Коловрати, Швамберки). Най-известната личност, свързана с Бездружице е Крищоф Харант от Полжиц и Бездружице, но той не е родом от селището, а е свързан с фамилията, която напуска Бездружице през 14 век, макар да носи името и след това.
От 10 октомври 2006 г., на селото е даден статут на град.
Замъкът на местните земевладелци е построен първоначално през XIII век, но днешните барокови сгради са от края на XVIII век.

## Забележителности
Бездружицки замък – разположен на хълм над градския площад. Замъкът първоначално е построен през 13 век в готически стил, но скоро след това от тогавашния вид на замъка не остава почти нищо. Възстановен е по време на притежанието му от рода Коловрати, но отново запада и през 1711 г. за него се споменава като изоставен. След това руините на сграда частично са разрушени и замъкът е възстановен в бароков стил (в периода 1772 – 1776 г.). Оттогава до 1950 г. е обитаван от рода Льовенщейн, след което става база за отдих. След революцията, замъкът отново е реконструиран и през 2004 г. е отворен за посетители като паметник.
Църквата „Успение Богородично“ – първото ѝ споменаване е от 1515 г. През 1710 г. първоначалната готическа сграда е разрушена и на нейно място е построена бароковата църква. През 1995 г. църквата е реконструирана.

## Административно деление
Град Бездружице е разделен на 9 градски части – Бездружице, Долни Полжице, Хорни Полжице, Камик, Кохоутов, Крживце, Пачин, Ржешин и Зхоржец.

## Транспорт
Бездружице не е разположен на основните пътни артерии на страната. През него преминават само голям брой пътища от клас III. Градът е свързан към железопътната мрежа с трасе номер 177: Пновани – Бездружице. Основните автобусни линии са Утери-Бездружице-Стршибро, Бездружице-План и Бездружице-Пилзен. Автобусна линия обслужва и градските части.

## Известни жители
- Луис Винерт-Уилсън, писател